# East Hazel Crest
East Hazel Crest es una villa ubicada en el condado de Cook en el estado estadounidense de Illinois. En el Censo de 2010 tenía una población de 1543 habitantes y una densidad poblacional de 759,89 personas por km².

## Geografía
East Hazel Crest se encuentra ubicada en las coordenadas 41°34′33″N 87°39′1″O / 41.57583, -87.65028. Según la Oficina del Censo de los Estados Unidos, East Hazel Crest tiene una superficie total de 2.03 km², de la cual 2.03 km² corresponden a tierra firme y (0 %) 0 km² es agua.

## Demografía
Según el censo de 2010, había 1543 personas residiendo en East Hazel Crest. La densidad de población era de 759,89 hab./km². De los 1543 habitantes, East Hazel Crest estaba compuesto por el 36.1% blancos, el 53.4% eran afroamericanos, el 0.45% eran amerindios, el 0.52% eran asiáticos, el 0.06% eran isleños del Pacífico, el 7.71% eran de otras razas y el 1.75% pertenecían a dos o más razas. Del total de la población el 13.42% eran hispanos o latinos de cualquier raza.